# Togg
Togg je turško avtomobilsko podjetje, ustanovljeno kot skupno podjetje leta 2018.
V Novembra 2017 je predsednik Recep Tayyip Erdoğan objavil podjetja in organizacije, ki so se odločili sodelovati pri proizvodnji domačih avtomobilov v Turčiji. V ta namen je bil 25. junija 2018 ustanovljen turški proizvajalec avtomobilov Togg Car, od Anadolu Group (19%), BMC (19%), Kök Group (19%), Turkcell (19%), Zorlu Holding (19%) i TOBB (5%). Od takrat je bila ustanovljena Turška Automobile Joint Venture Group Inc.
Podjetje je napovedalo, da bo njegov prvi avtomobil pripravljen za množično proizvodnjo do leta 2023.